# Erling Norvik

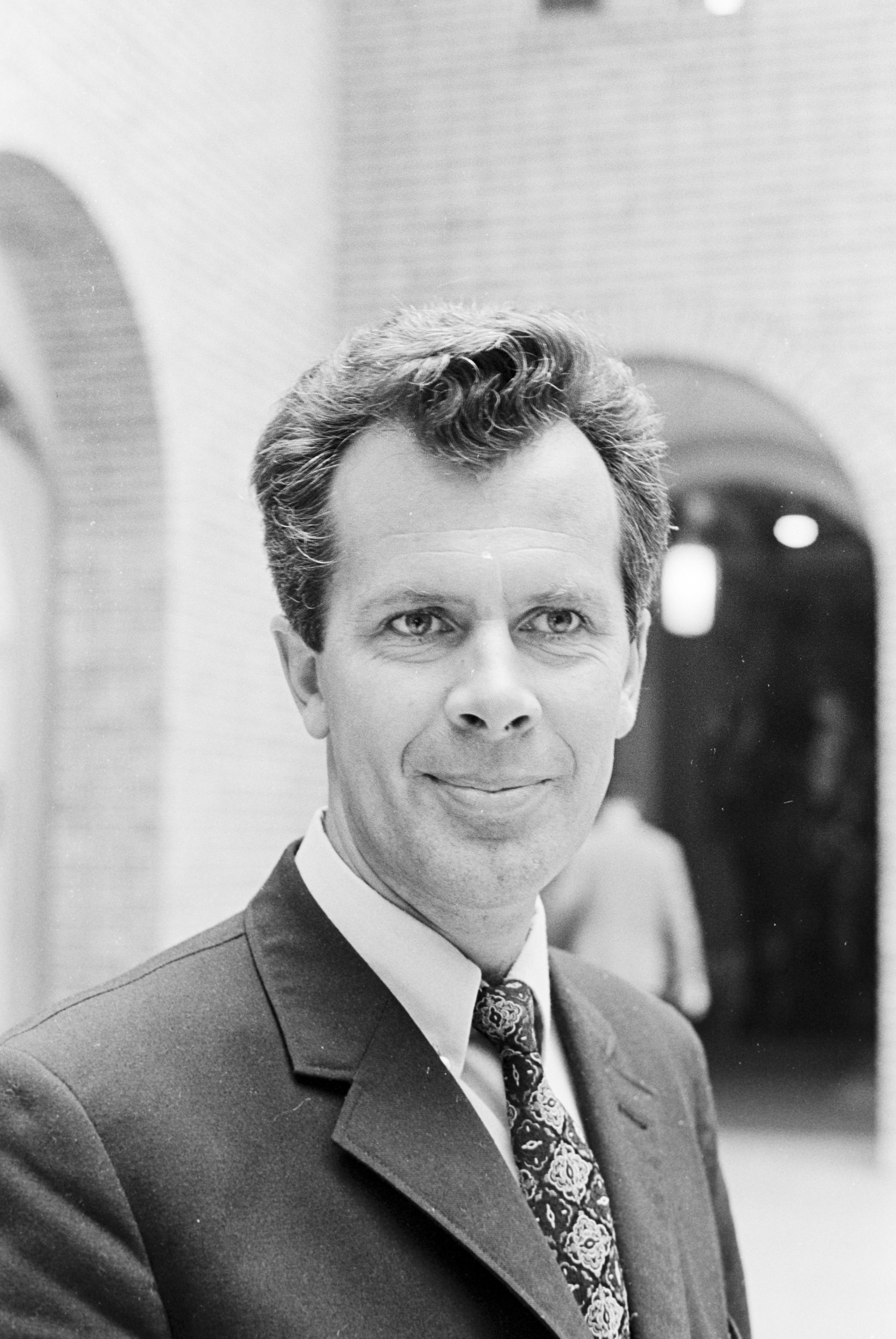
Erling Norvik

Erling Norvik (* 9. April 1928 in Vadsø; † 31. Dezember 1998 in Oslo) war ein norwegischer Politiker der konservativen Partei Høyre und Journalist.

## Tätigkeit als Journalist
In der Zeit von 1948 bis 1981 war er mit Unterbrechungen in verschiedenen Posten als Journalist tätig. So war er beispielsweise 1948 sowie von 1953 bis 1956 Redakteur bei der Finnmark Tidende. 1950 arbeitete er als Journalist in der Presseabteilung seiner Partei.

## Politischer Werdegang
Norvik war von 1955 bis 1959 Mitglied des Stadtrates von Vadsø. In der Zeit zwischen 1959 und 1963 gehörte er anschließend dem Stadtrat von Hammerfest an. Von 1961 bis 1973 war er Abgeordneter im norwegischen Parlament, dem Storing. Er vertrat dort die Provinz Finnmark. Zwischen 1967 und 1971 gehörte er dabei dem Fraktionsvorstand an, ab 1969 als stellvertretender Fraktionsvorsitzender.
Er war Vorsitzender der konservativen Partei Høyre von 1974 bis 1980 und wieder von 1984 bis 1986. Bereits von 1970 bis 1972 war er stellvertretender Vorsitzender. Außerdem war er von 1971 bis 1974 Generalsekretär seiner Partei. Von Oktober 1981 bis August 1984 war er Staatssekretär in der Staatskanzlei, dem Statsministerens kontor.
Von 1986 bis 1998 war er Fylkesmann in Østfold.